# Elektrownia jądrowa Zwentendorf
Elektrownia jądrowa Zwentendorf (niem. Kernkraftwerk Zwentendorf, też Kernkraftwerk Tullnerfeld) – elektrownia atomowa w miejscowości Zwentendorf an der Donau w kraju związkowym Dolna Austria w Austrii. Jej budowa, która rozpoczęła się w 1972 roku, w wyniku referendum przeprowadzonego w 1978 roku została przerwana i nigdy nie ukończona. 

## Historia

### Początkowe plany i rozpoczęcie budowy
W związku z rosnącym zapotrzebowaniem energetycznym w 1969 roku ówczesny rząd Austrii Josefa Klausa zatwierdził projekt budowy pierwszej na terenie kraju elektrowni jądrowej w miejscowości Zwentendorf nad Dunajem w kraju związkowym Dolna Austria. Zgodnie z planami, powstać miał jeden reaktor z wrzącą wodą (tzw. BWR) o mocy elektrycznej netto 692 MW. Koszt budowy miał wynieść 5,2 mld szylingów. Prace budowlane rozpoczęto 4 kwietnia 1972 roku i miały zakończyć się 4 lata później, harmonogramy nie zostały jednak dotrzymane. Zgodnie z planem energetycznym Austrii z 1976 roku nad Dunajem miały powstać dwie inne elektrownie atomowe: jedna w okolicach miejscowości St. Pantaleon-Erla, a druga w regionie Eferdinger Becken w Górnej Austrii (nie sprecyzowano dokładnej lokalizacji). W dalszej perspektywie planowano budowę czwartego obiektu tego typu w Sankt Andrä w Karyntii. 

### Referendum i zakończenie programu

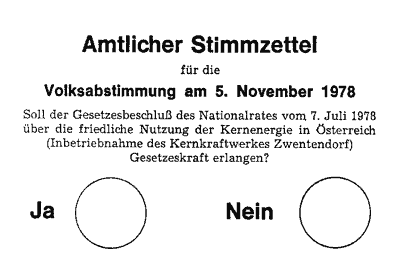
Karta do głosowania w referendum ws. kontynuacji programu energetyki jądrowej w Austrii

Budowa elektrowni Zwentendorf budziła liczne kontrowersje i podlegała wielu dyskusjom, także na tle politycznym. Budżet został znacznie przekroczony, a terminy niedotrzymane. W 1978 roku przeciwko budowie opowiedziała się również Austriacka Partia Ludowa, z której wywodził się odpowiedzialny za tę inwestycję kanclerz Austrii Josef Klaus. W związku z powyższym 28 czerwca 1978 roku parlament przegłosował przeprowadzenie referendum w sprawie przyszłości projektu. Głosowanie przeprowadzono 5 listopada tego samego roku. Frekwencja wyniosła 64,1%. 50,47% głosujących opowiedziało się przeciwko kontynuacji projektu energetyki jądrowej w Austrii. Po referendum niemal ukończoną już budowę wstrzymano i rozpoczęto szerokie dyskusje na temat przyszłości obiektu w Zwentendorf. Jeszcze w tym samym roku przyjęto ustawę, która mówi o konieczności przeprowadzenia referendum przed podjęciem decyzji o budowie kolejnych elektrowni jądrowych na terenie Austrii. Odtąd w Austrii nie powstała żadna inna czynna elektrownia jądrowa. W 1985 roku podjęto ostatecznie decyzję o „cichym zakończeniu” programu budowy elektrowni jądrowej. Do tej pory budowa pochłonęła ponad 14 mld szylingów (równowartość ok. 1 mld euro).

### Wykorzystanie obiektu po zakończeniu programu
W 2005 roku elektrownia została zakupiona przez koncern EVN AG, który na jej terenie wybudował elektrownię fotowoltaiczną oddaną do użytku w 2009 roku. Rok później otwarto tu we współpracy z Uniwersytetem Technicznym w Wiedniu centrum doświadczalne w zakresie technologii energetyki słonecznej. Reaktor elektrowni Zwentendorf został zdemontowany w 2011 roku, a do tego czasu pozyskiwano z niego części zamienne do reaktorów w elektrowniach Isar I, Phillipsburg I oraz Brunsbüttel. Obiekt jest wykorzystywany do szkoleń załóg innych elektrowni jądrowych. Od 2013 roku możliwe jest zwiedzanie budynku elektrowni po uprzednim zgłoszeniu. Elektrownia wykorzystywana jest także jako scenografia filmowa. Ponadto na terenie elektrowni odbywają się koncerty i inne imprezy kulturalne. Od 2017 co roku na terenie elektrowni odbywa się festiwal „Shutdown Festival”, w którym bierze udział ponad 10 tys. osób.

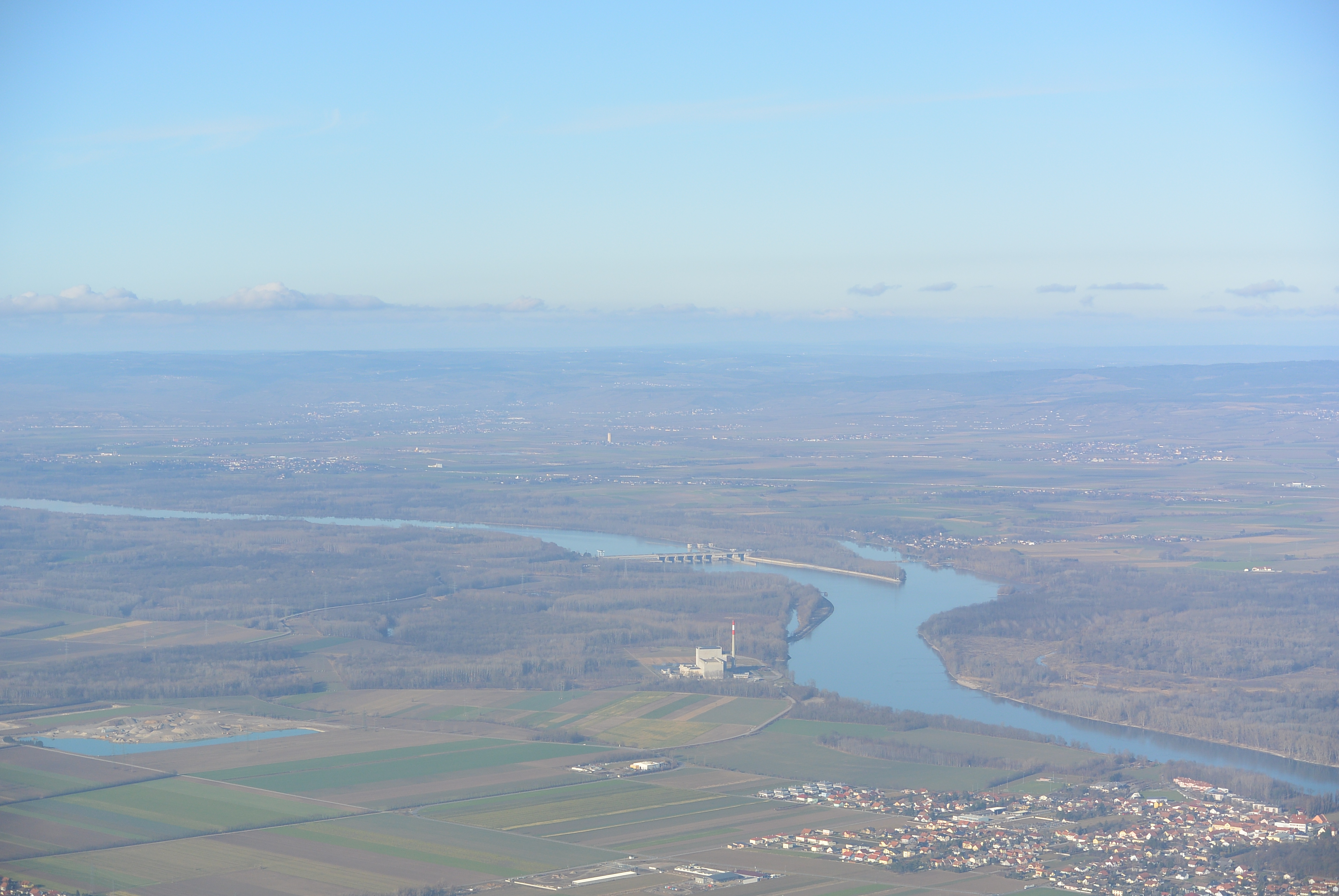
Zdjęcie lotnicze elektrowni Zwentendorf
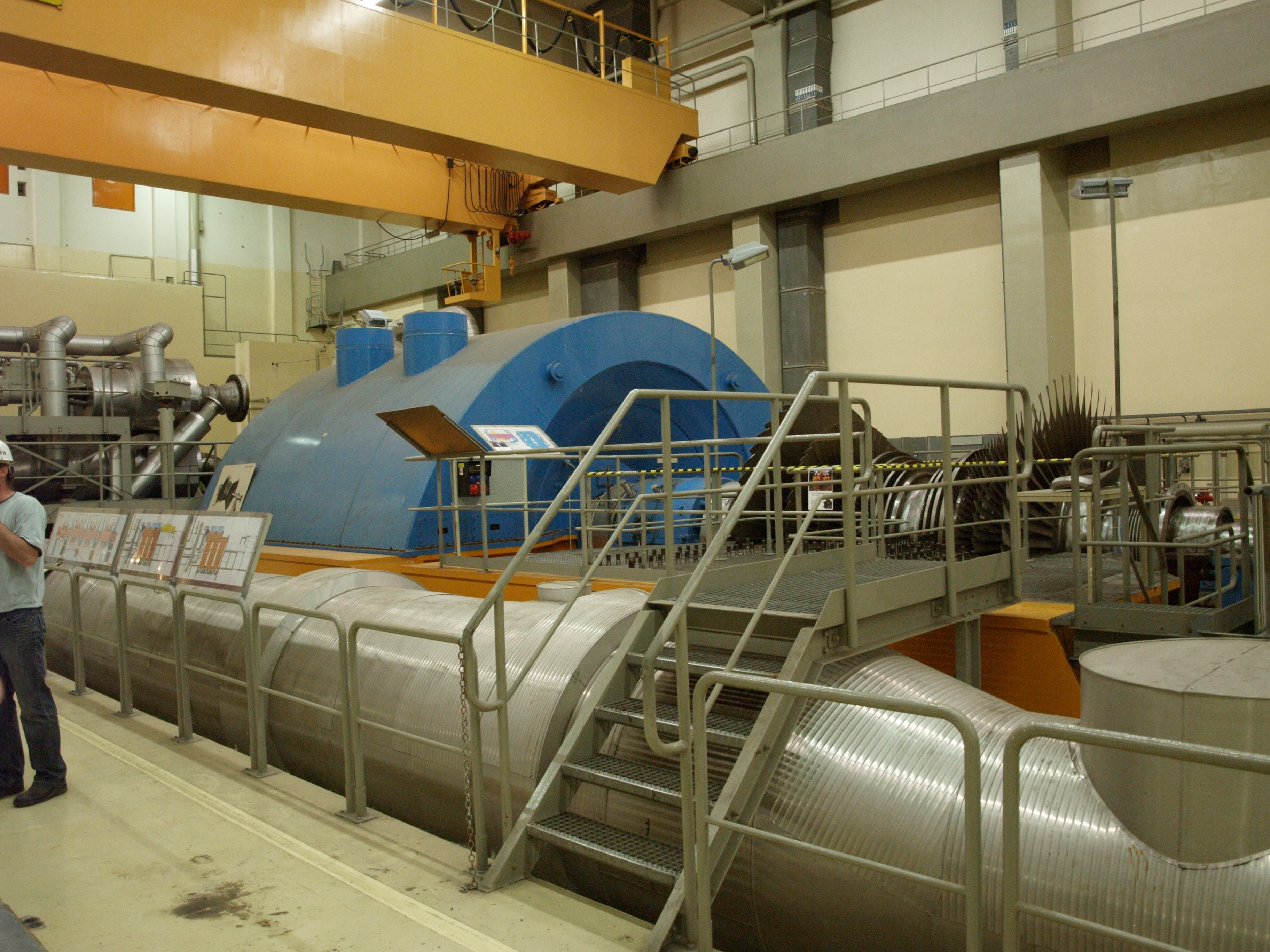
Wnętrze elektrowni
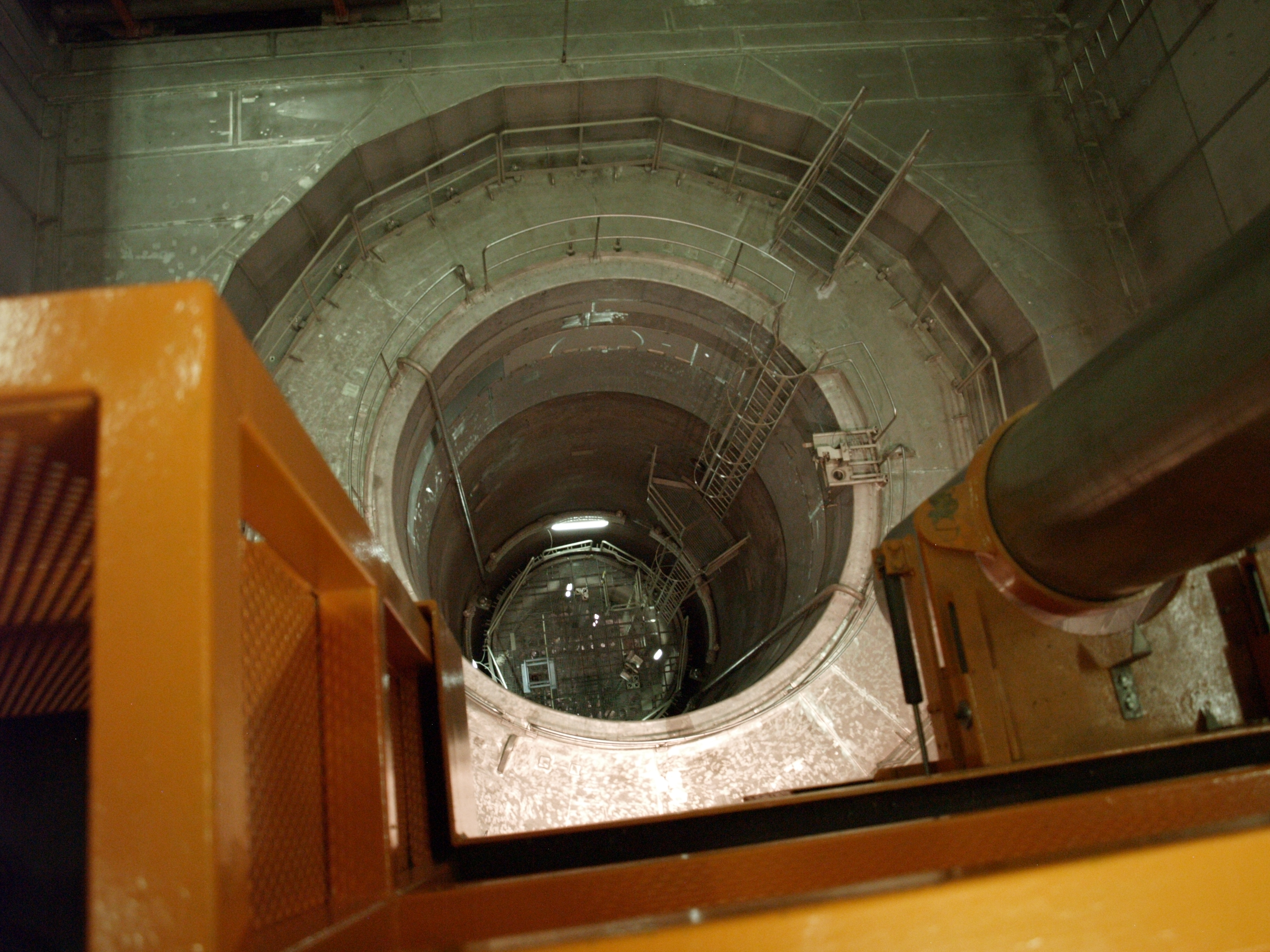
Reaktor
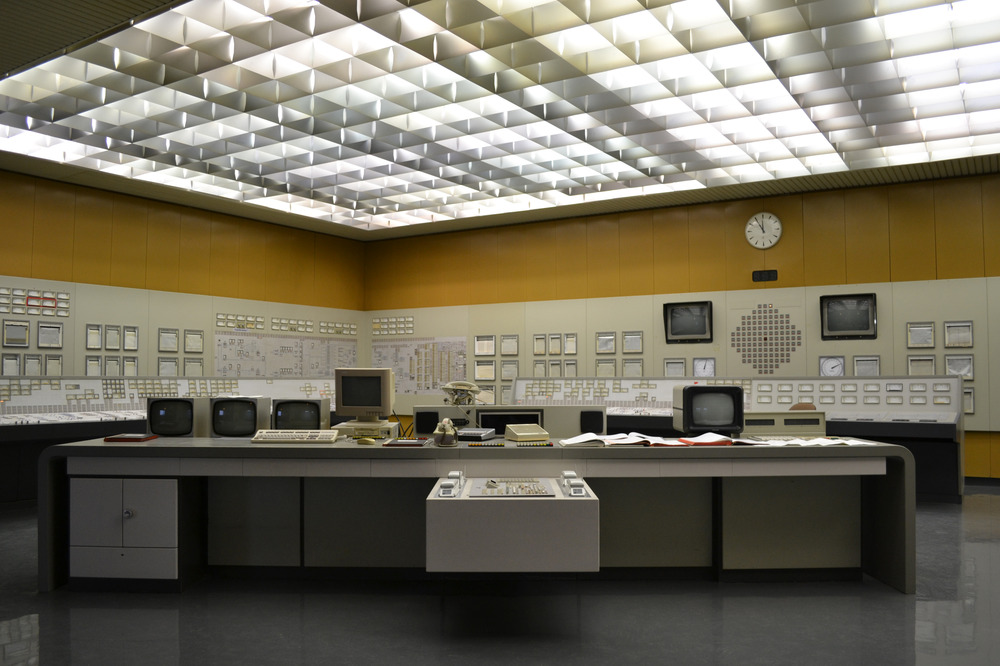
Dyspozytornia elektrowni
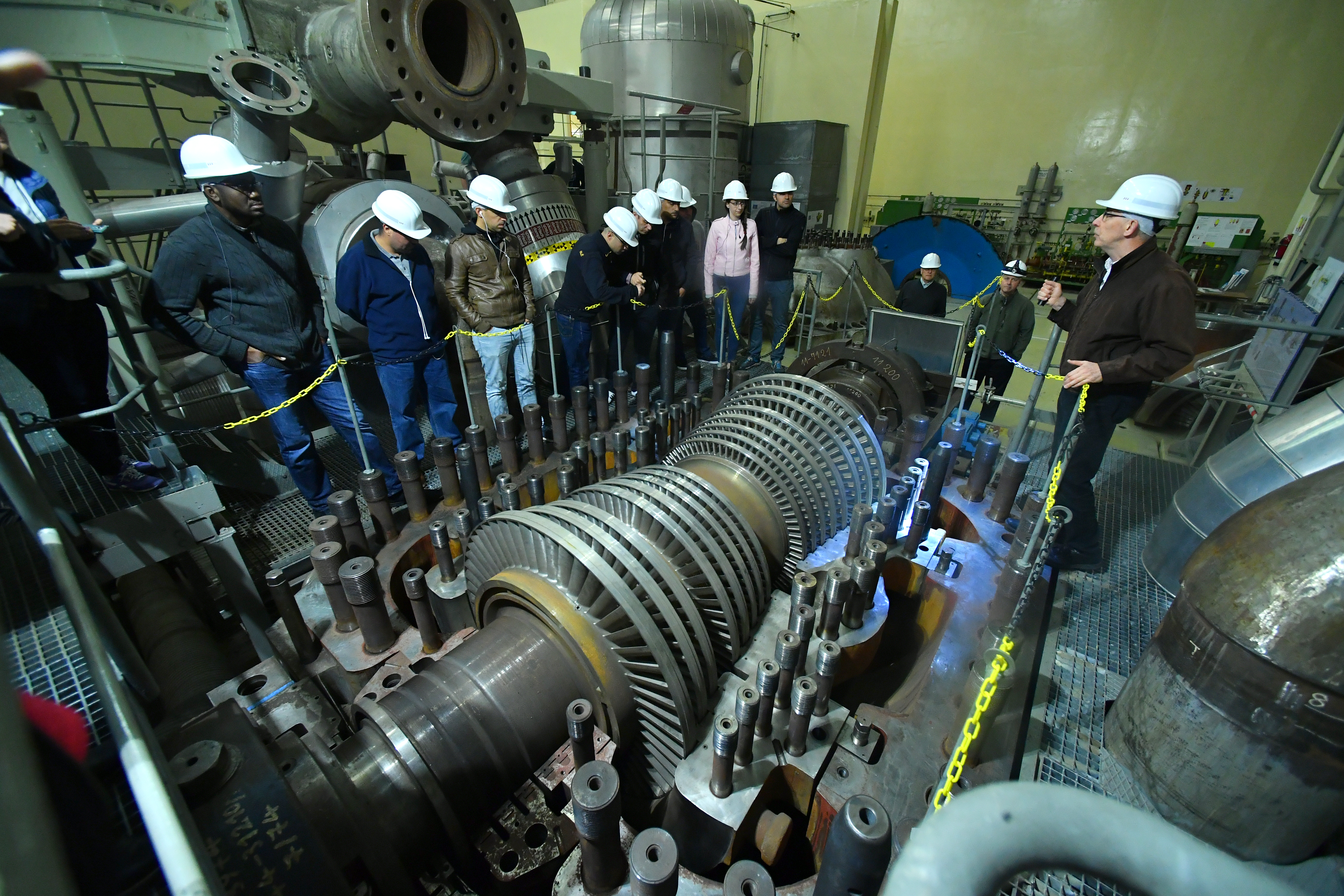
Szkolenie kadry elektrowni atomowych na terenie obiektu w Zwentendorf
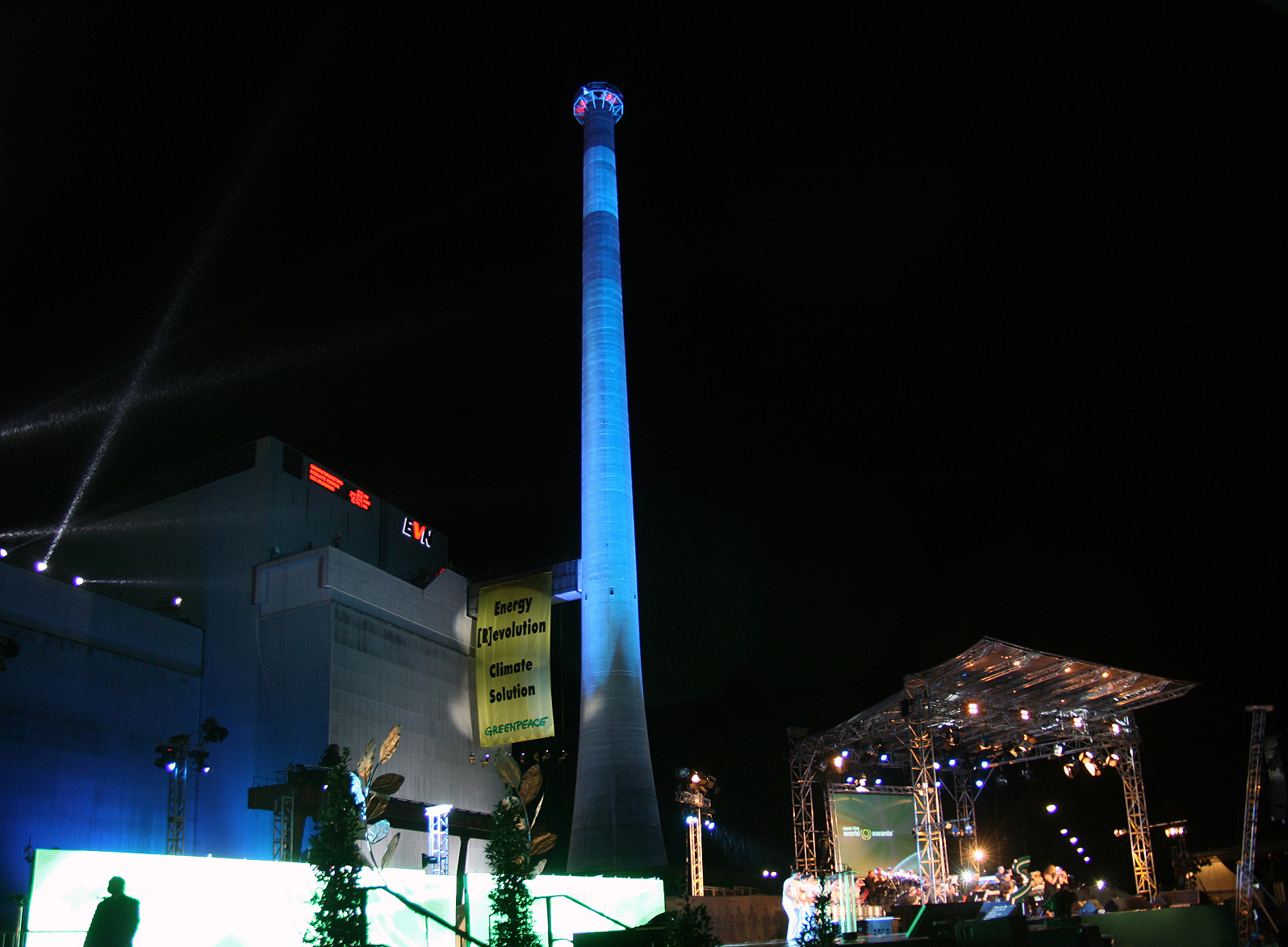
Elektrownia podczas rozdania nagród Save the World Award 2009 na jej terenie